# Fundació ACIS (Agrupació Cultural i Social)
La Fundació ACIS (Agrupació Cultural i Social) és una entitat fundada el 1962 amb finalitats educatives al districte d'Horta-Guinardó. Treballa per integrar la immigració, utilitzant sempre com a llengua vehicular el català. Compta amb una llar d'Infants, l'Escola Artur Martorell, el Centre de Joves i Adults, i la botiga L'Encant de Gràcia, que contribueix a generar ingressos per atendre les necessitats de les altres seccions. El 2017 se li va concedir la Creu de Sant Jordi.